# Hmyzí hotel

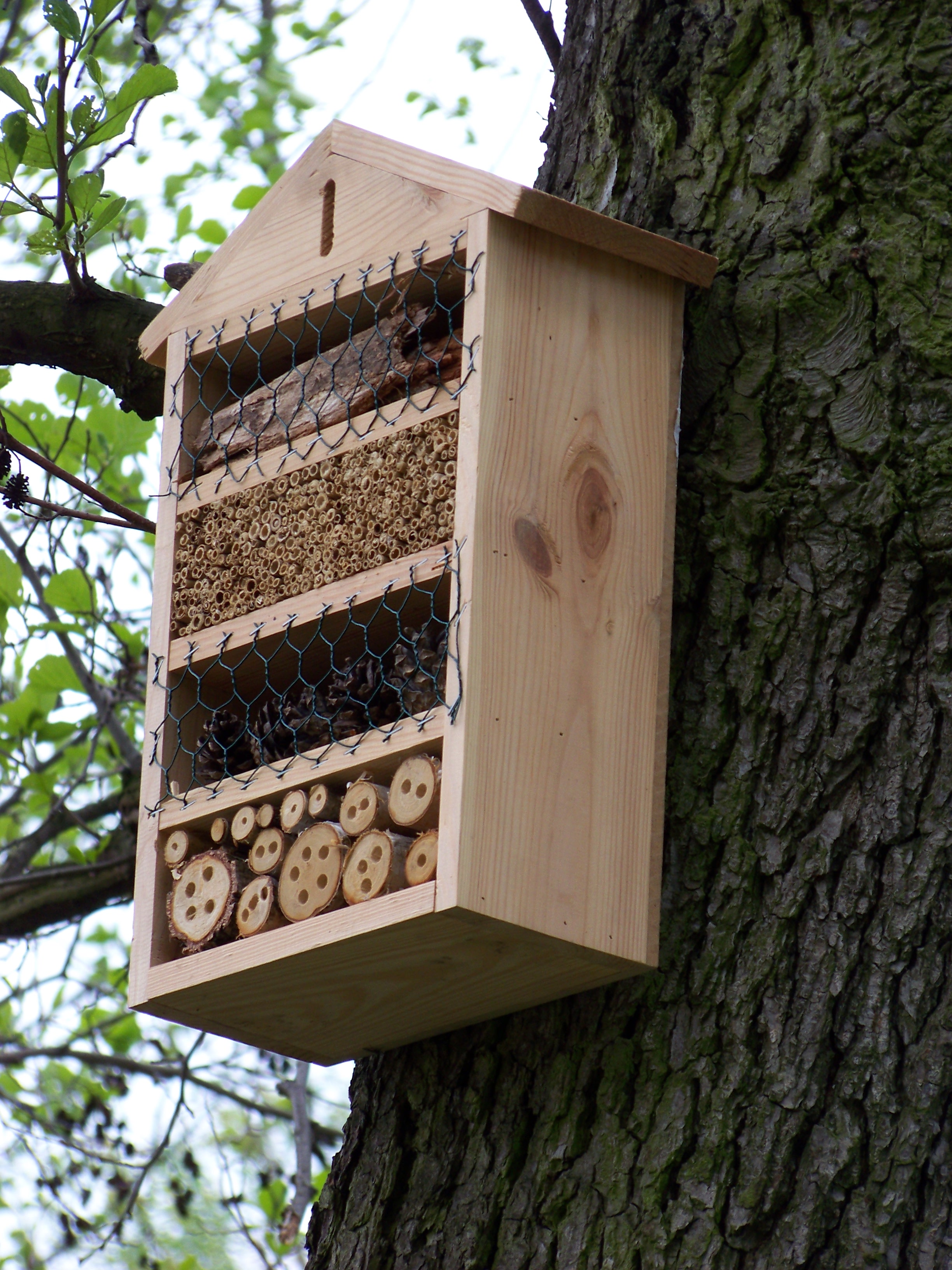
Hmyzí hotel v Újezdě u Průhonic

Hmyzí hotel je uměle vytvořená skrýš pro užitečné druhy hmyzu. Kromě možnosti úkrytu mu může posloužit i ke kladení vajíček a následnému vývoji larev.

## Popis
Jedná se zpravidla o budku nebo dřevěný rám různé velikosti, který se skládá z několika přihrádek. Do těchto přihrádek jsou umístěna například navrtaná polínka z tvrdého dřeva, bambusové tyčinky, sláma, suchá tráva, mech, duté stonky rákosu, děravé cihly, šišky a další. Hmyzí hotel by měl být umístěn na suchém a klidném místě, které je chráněno před deštěm. Otvory vletů, které mají mít průměr 3 až 10 mm, by měly být nasměrovány k jihu. Otvory by měly být začistěné, bez třísek a minimálně 10 cm hluboké, neprůchozí.

## Obyvatelé
Mezi nejčastější obyvatele hmyzích hotelů patří samotářské včely, kterých na území Česka žije více než 600 druhů a které patří mezi významné opylovače. Kromě samotářských včel zde mohou najít úkryt i jiní opylovači, jako jsou motýli a pestřenky, jejichž larvy likvidují škodlivý hmyz. Další obyvatelé, jako jsou zlatoočka, berušky a škvoři, požírají škodlivý hmyz, především pak hojně se vyskytující mšice.

## Galerie

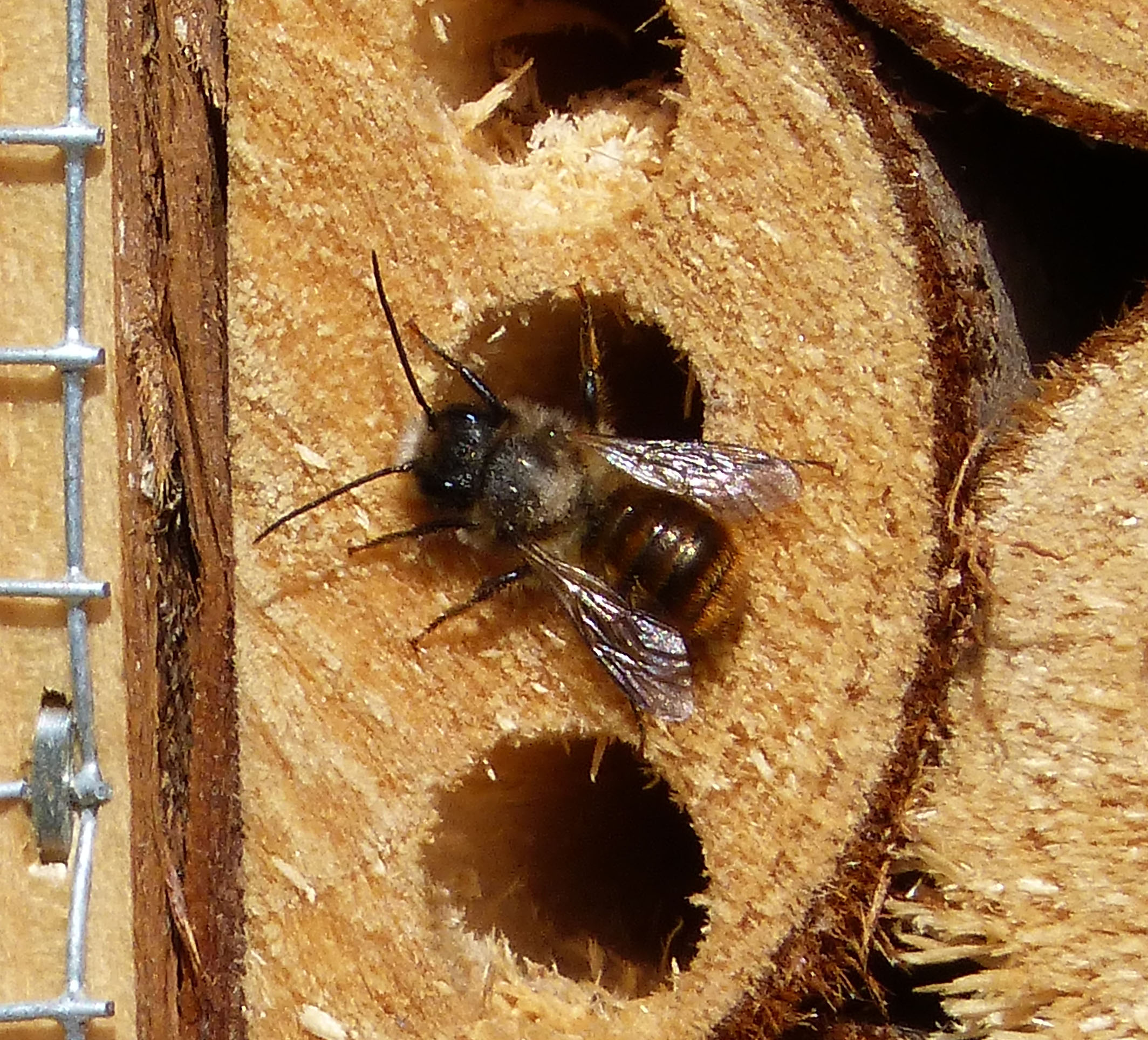
Zednice rezavá (Osmia bicornis) využívající hmyzí hotel
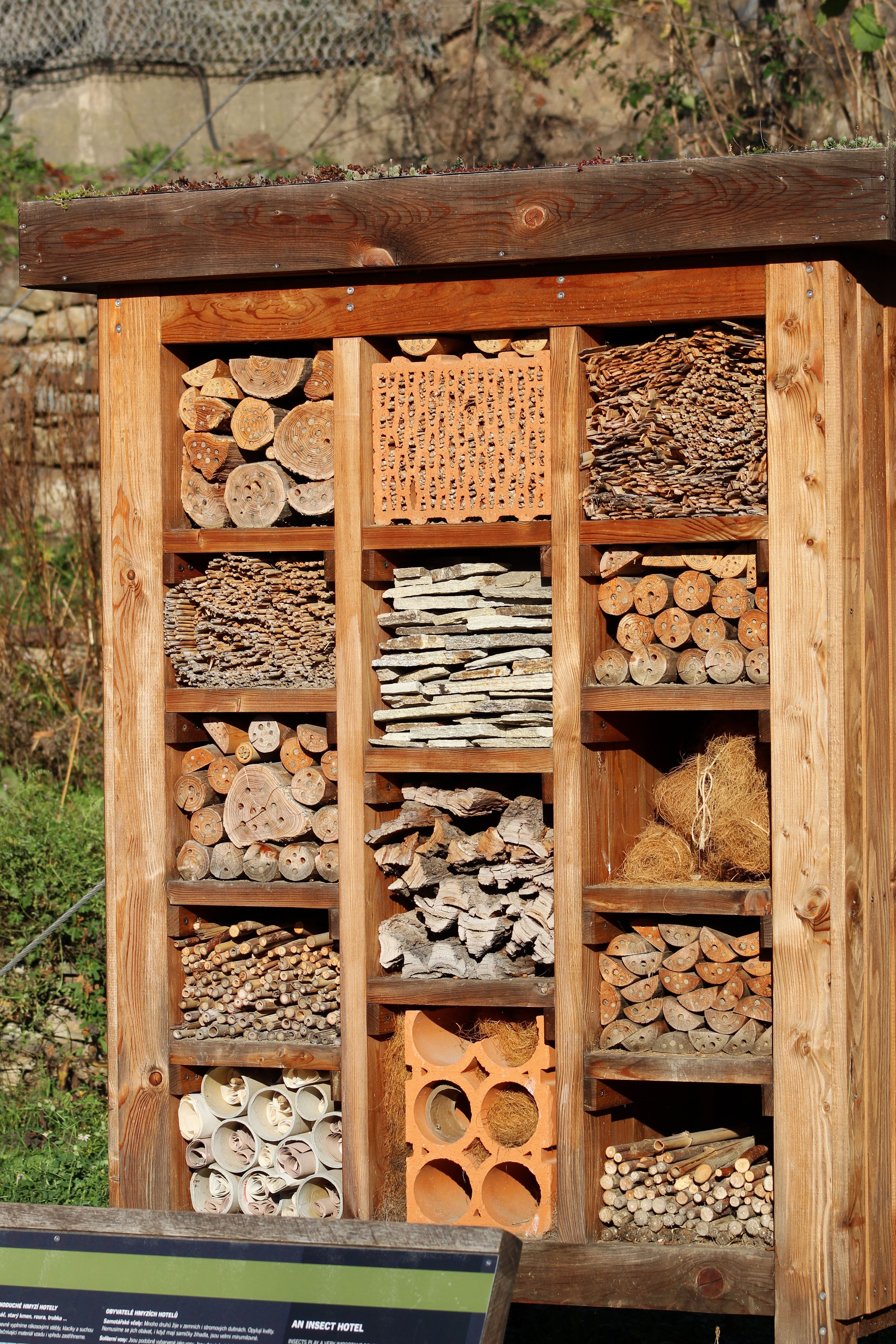
Větší hmyzí hotel v Pražské zoo
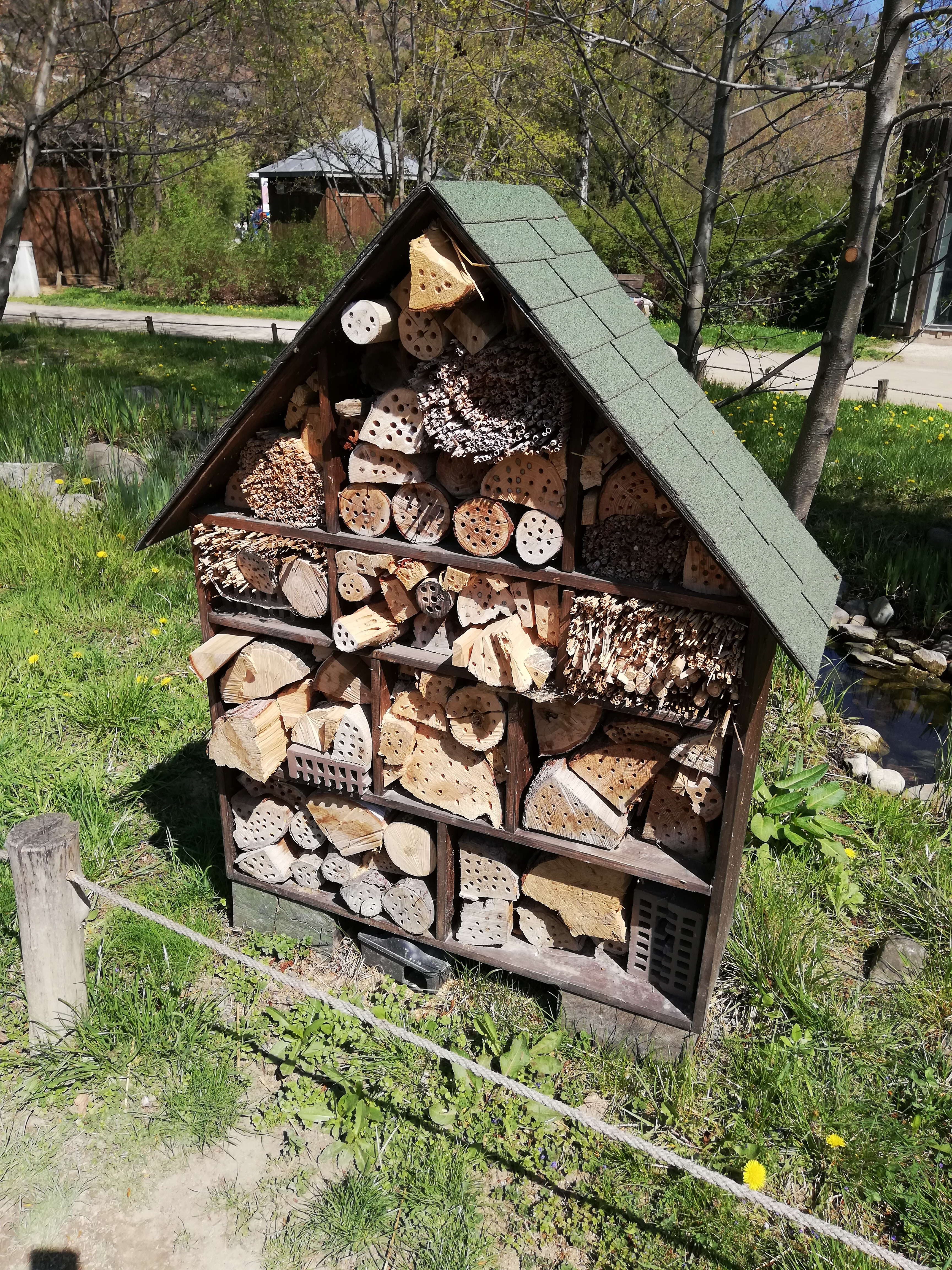
Menší hmyzí hotel v Pražské zoo
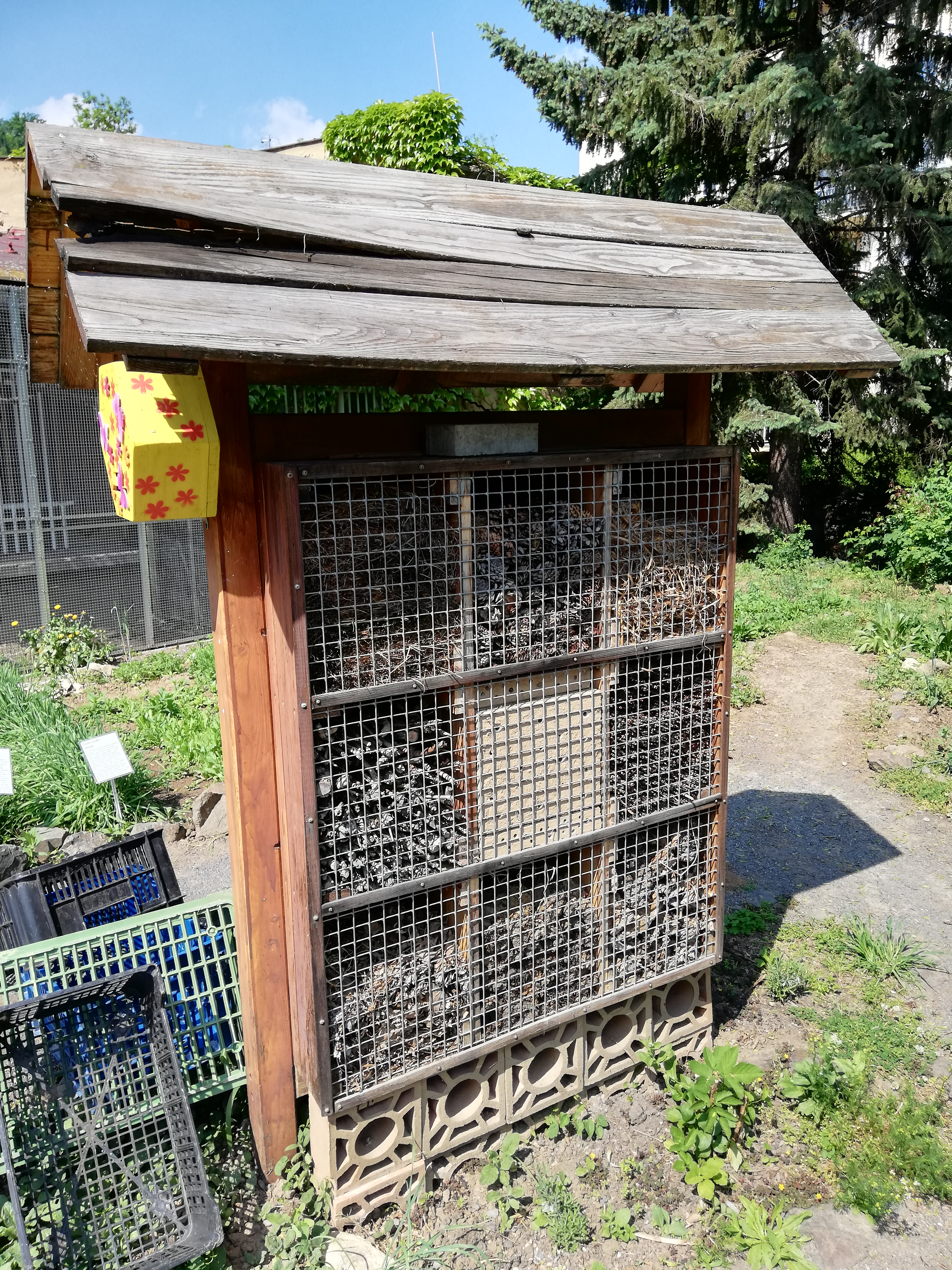
Hmyzí hotel v areálu Stanice mladých přírodovědců DDM na Smíchově v Praze
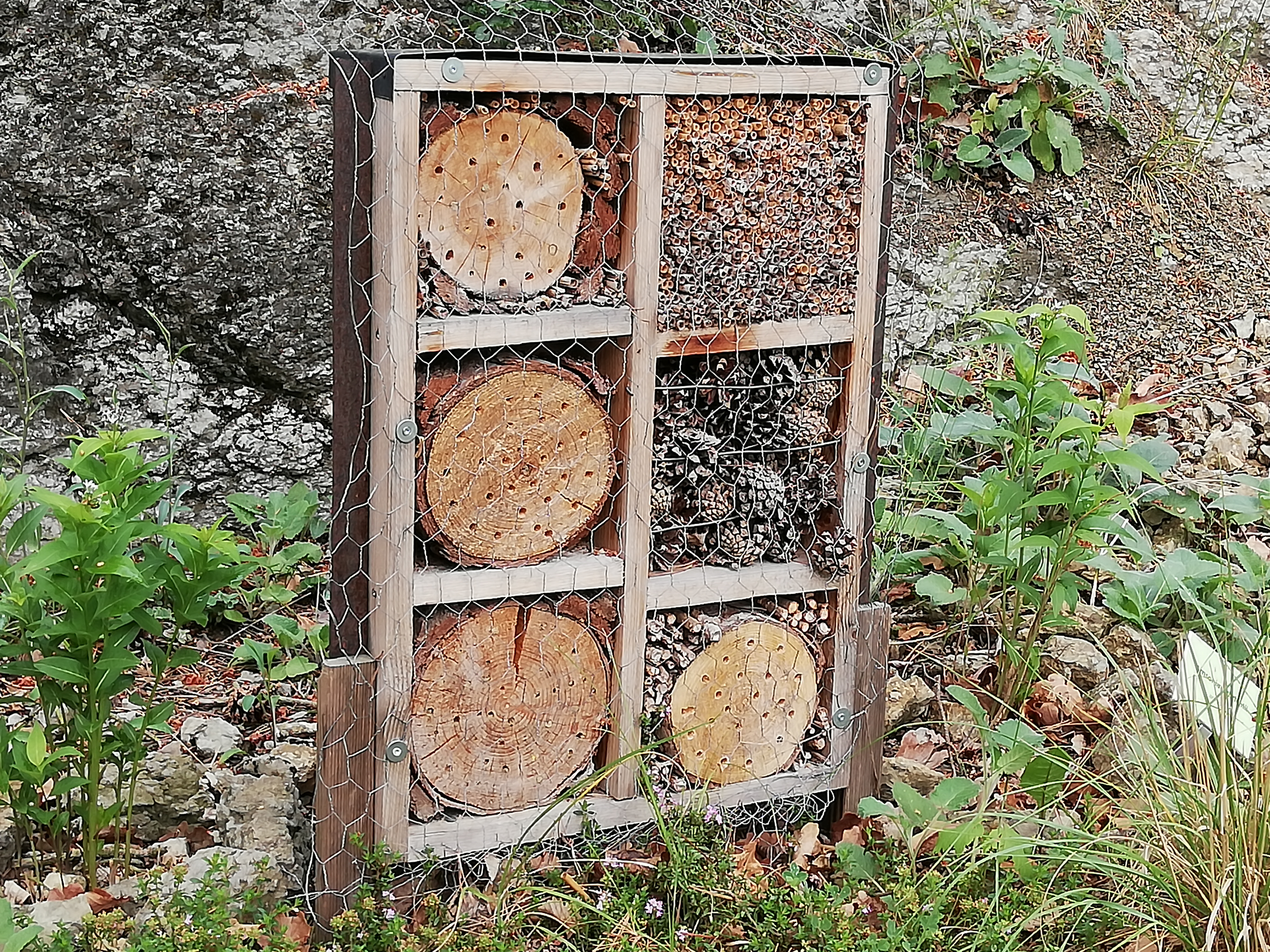
Hmyzí hotel v areálu Skalničkové zahrady v pražských Hlubočepích
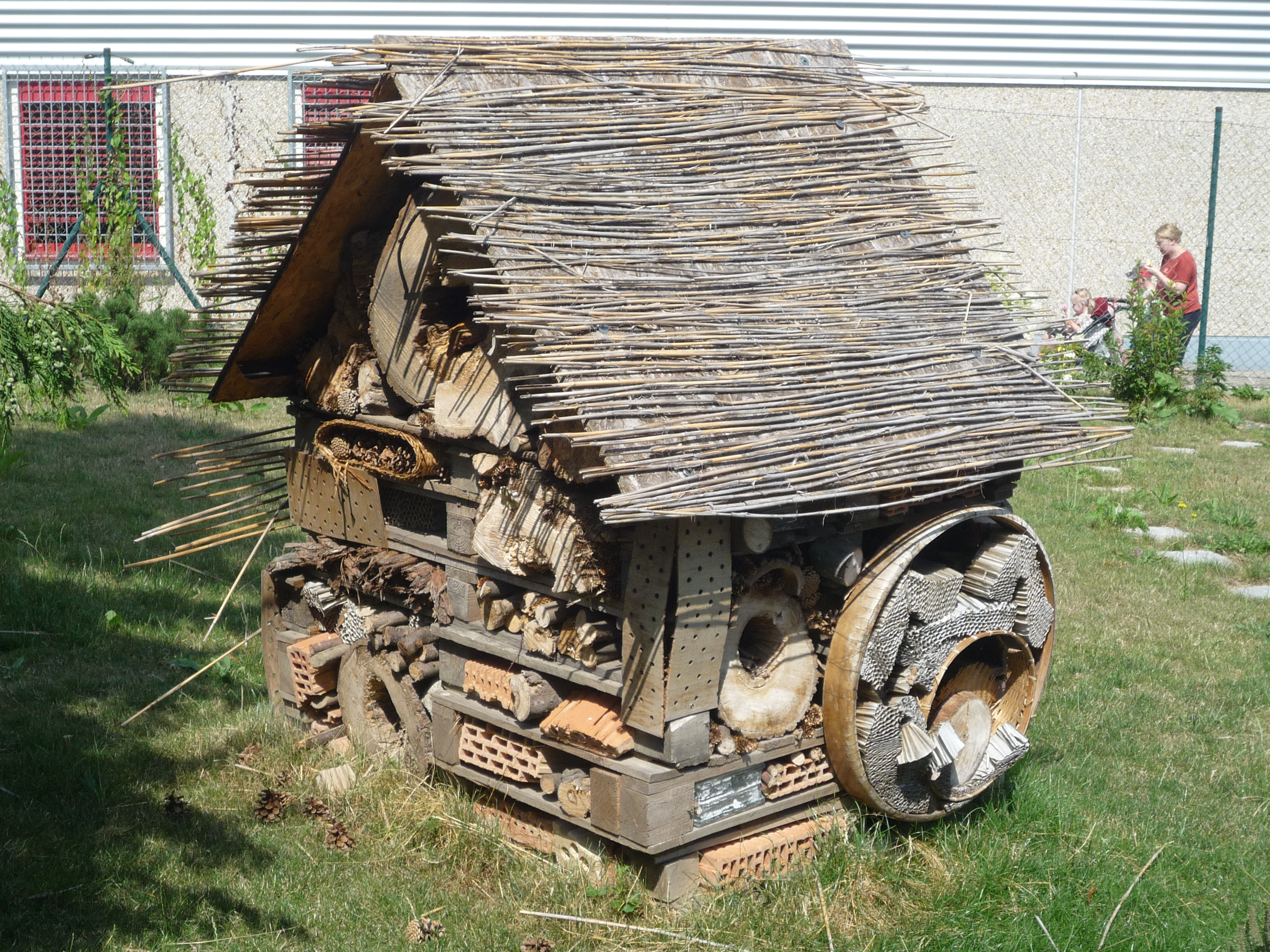
Hmyzí hotel v Terapeutické zahradě v Havlíčkově Brodu
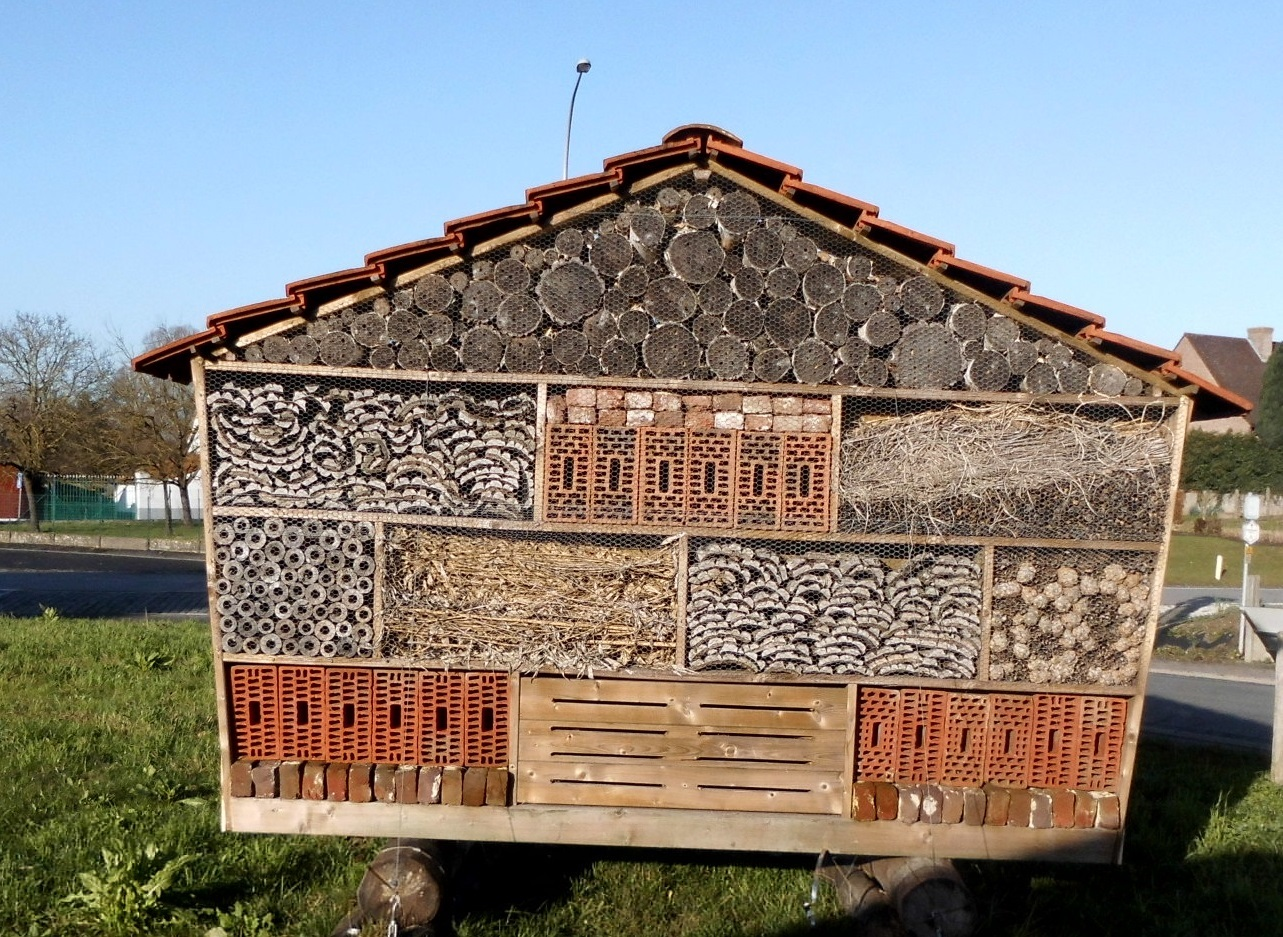
Hmyzí hotel v Belgii
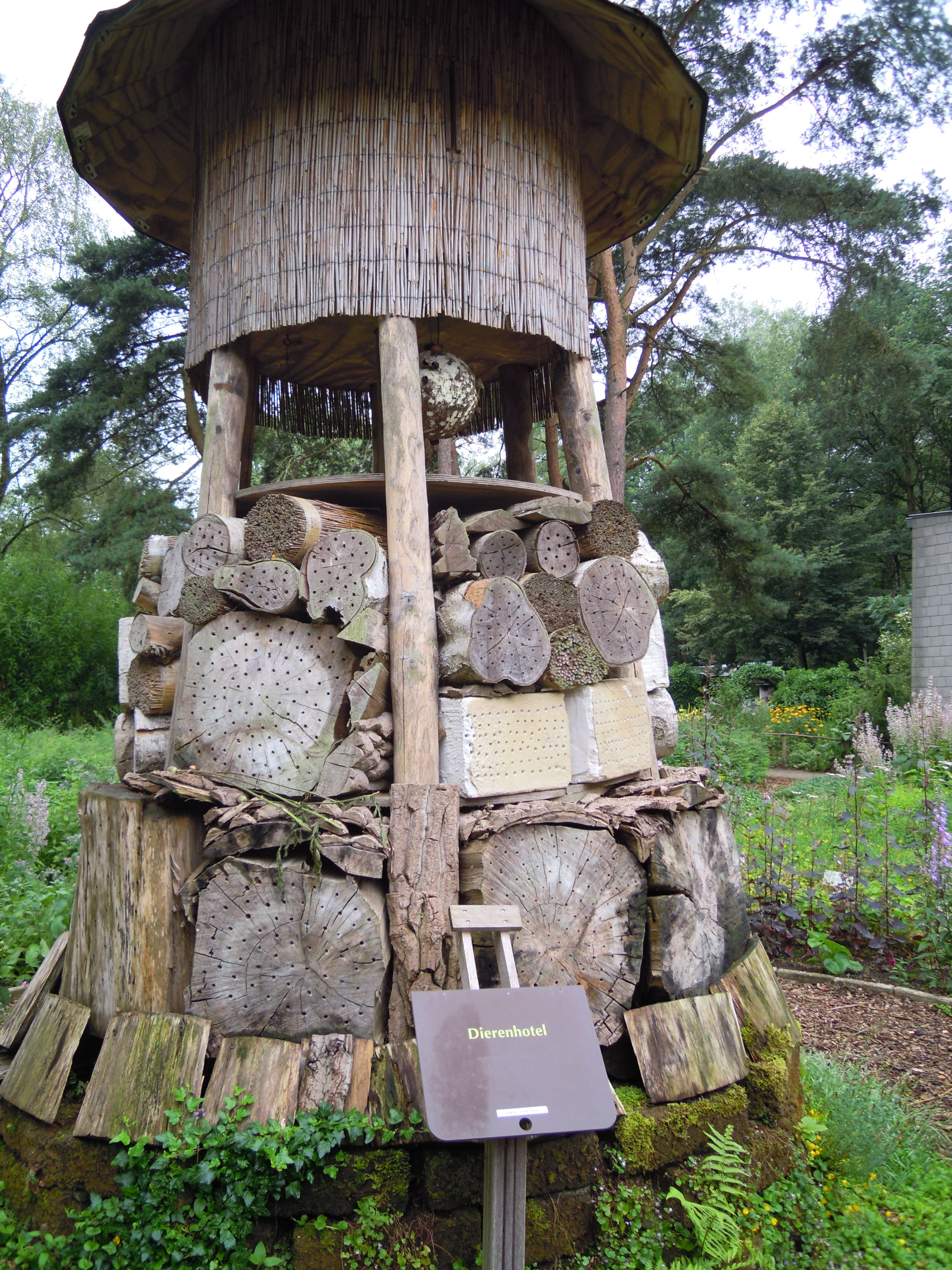
Hmyzí hotel v Nizozemsku
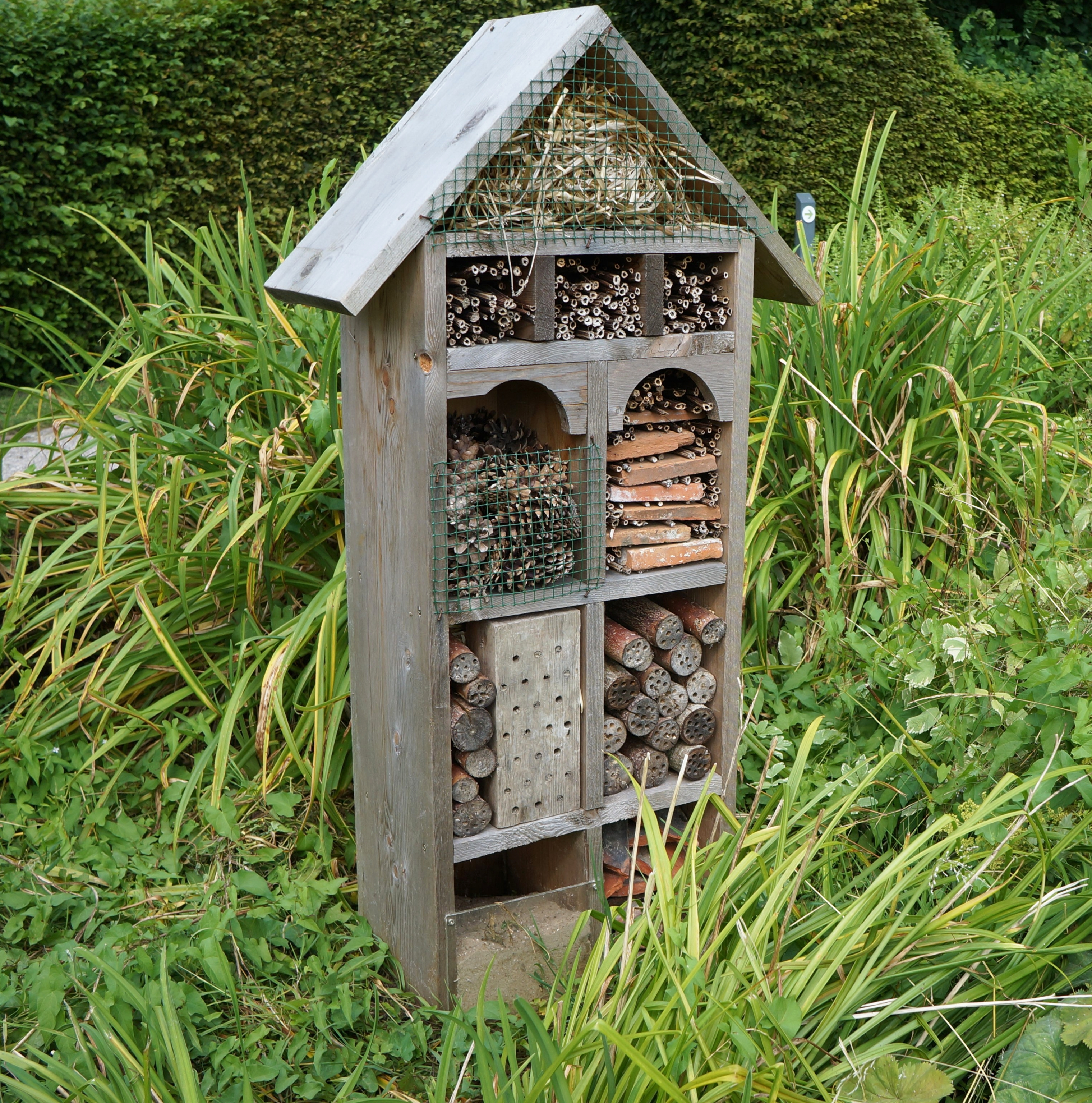
Hmyzí hotel ve Francii
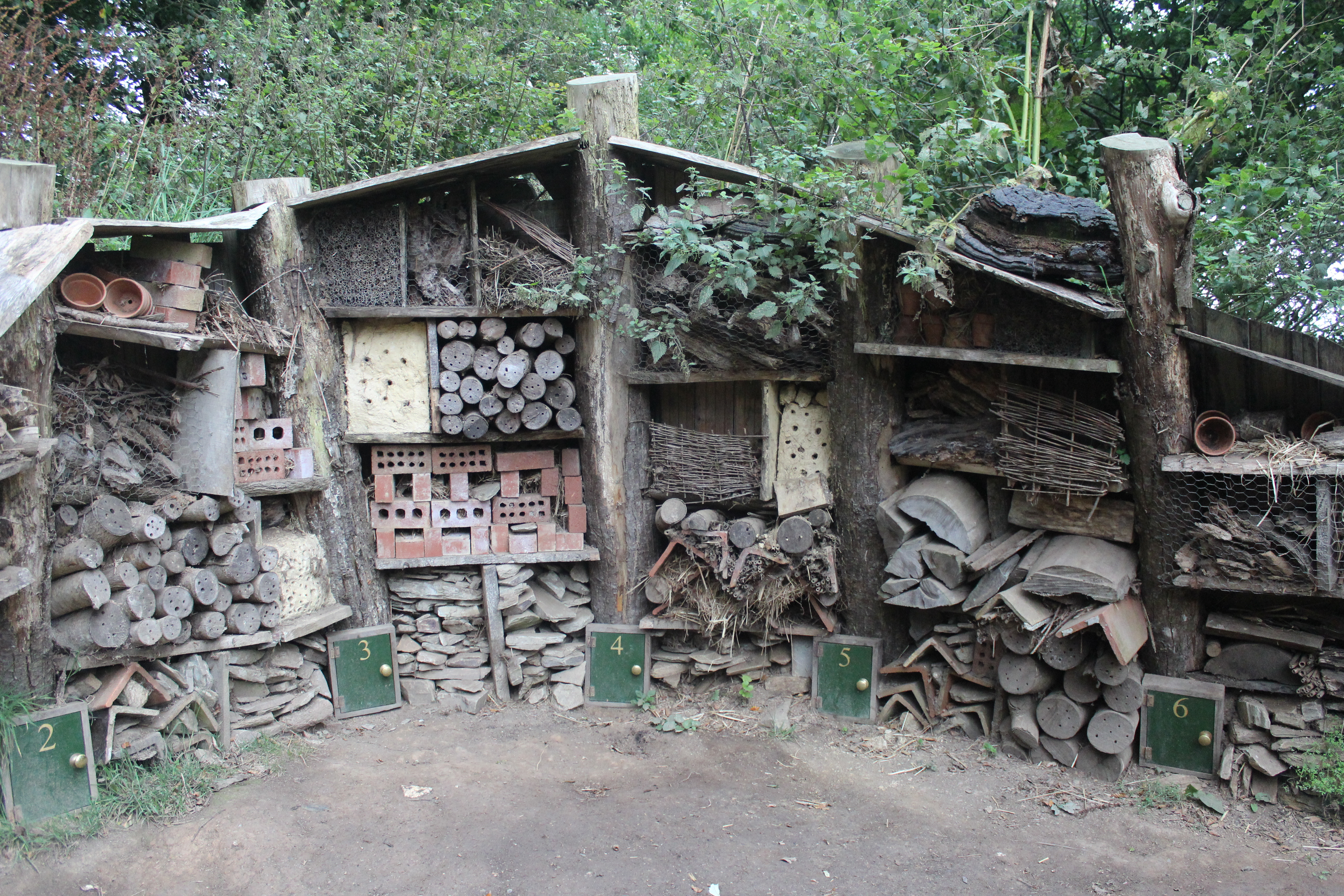
Hmyzí hotel, Heligan Gardens, Anglie